# Cincinnati Reds
El Cincinnati Reds és un club professional de beisbol estatunidenc de la ciutat de Cincinnati (Ohio) que disputa l'MLB.

## Palmarès
- Campionat de l'American Association (1): 1882
- Campionats de l'MLB (5): 1990, 1976, 1975, 1940, 1919
- Campionats de la Lliga Nacional (9): 1990, 1976, 1975, 1972, 1970, 1961, 1940, 1939, 1919
- Campionats de la Divisió Central (1): 1995
- Campionats de la Divisió Oest (7): 1990, 1979, 1976, 1975, 1973, 1972, 1970

## Evolució de la franquícia
- Cincinnati Reds (1958-present)
- Cincinnati Redlegs (1953-1958)
- Cincinnati Reds (1890-1953)
- Cincinnati Red Stockings (1882-1889)

## Colors
Vermell, blanc i negre.

## Estadis
- Great American Ball Park (2003-present)
- Riverfront Stadium (1970-2002)
  - a.k.a. Cinergy Field (1996-2002)
- Crosley Field (1912-1970)
  - a.k.a. Redland Field (1912-1934)
- Palace of the Fans (1902-1911)
  - oficialment League Park (III)
- League Park (II) (1894-1901)
- League Park (I) (1884-1893)
  - a.k.a. American Park (1884-1889)
- Bank Street Grounds (1882-1883)

## Números retirats
- Fred Hutchinson 1
- Johnny Bench 5
- Joe Morgan 8
- Sparky Anderson 10
- Dave Concepción 13
- Ted Kluszewski 18
- Frank Robinson 20
- Tony Pérez 24
- Jackie Robinson 42